# مشروع الدماغ الأزرق
مشروع الدماغ الأزرق (بالإنجليزية: Blue Brain Project) هو مبادرة سويسرية لأبحاث الدماغ تستهدف إنتاج إعادة بناء رقمية لدماغ الفأر. أسس المشروع معهد العقل والدماغ التابع لمدرسة لوزان الاتحادية للعلوم التطبيقية في سويسرا في مايو 2005، وانتهى في ديسمبر 2024. كان المشروع يهدف إلى استخدام عمليات إعادة البناء الرقمية التفصيلية بيولوجيًا ومحاكاة الدماغ الثديي لتحديد المبادئ الأساسية لبنية الدماغ ووظيفته.
تولى قيادة المشروع المدير المؤسس هنرى ماركرام، الذي أطلق أيضًا مشروع الدماغ البشري الأوروبي، وشاركه في الإدارة كل من فيليكس شورمان، وأدريانا سالفاتوري، وشون هيل . استخدم المشروع الحاسوب الفائق بلو جين، الذي يعمل ببرنامج نيرون لمايكل هاينز، حيث تضمنت المحاكاة نموذجًا للخلايا العصبية يحاكي الواقع البيولوجي ونموذجًا كونيكتوم أعيد بنائه استنادًا إلى البيانات التجريبية.
أبرم المشروع العديد من الشراكات، منها التعاون مع مشروع الدماغ الأزرق كاجال، الذي يشرف عليه مركز الحوسبة الفائقة والتصور في مدريد، وغيرها من المشاريع التي تديرها الجامعات والمختبرات المستقلة.